# 侯莫陳姓
侯莫陈姓，原本为漠北游牧民族侯莫陈部，入华后以部族名为姓氏，其起源民族尚存争议。这一姓氏在后来或改姓陈，或改姓胡。

## 起源
侯莫陈部的族源有匈奴和鲜卑两种说法，但其起源地始终未有定论。北朝以来另外流传一种说法，称侯莫陈姓出自刘汉宗室，这种说法或来源于将領刘亮赐姓侯莫陈，其后人因此自称刘姓之后，然而姚薇元认为刘亮祖上应该是匈奴獨孤姓。:304-305
最早记载侯莫陈部的是《魏书》，《魏书·太祖纪》记载北魏在天兴二年（1233年）向侯莫陈部发动进攻、俘获牛羊，《魏书·官氏志》也记载北魏先祖拓跋力微在位期间（220年—277年）侯莫陈部内附，并且后来改姓陈。根据《魏书》的记载，在拓跋力微在位期间宥连部在鲜卑南方边境，侯莫陈部、纥豆陵部、库狄部则都在宥连部以南。然而在史料记载中纥豆陵部发源于意辛山以北（今天大同县塞外），应该是鲜卑以北，因此姚薇元质疑这一段要么地理记载错误，要么是鲜卑人曾经强制迁移侯莫陈部到南方。:304-305
《周书》认为侯莫陈部是鲜卑别部，居住在塞北的库斛真水流域，此外侯莫陈氏往往封爵于白水郡，但现存史料中的白水郡都和侯莫陈部活动范围相去甚远，因此这里的白水郡或许就是库斛真水流域。:305